# Jang Siou-li
Jang Siou-li (čínsky:杨秀丽, Pchin-jin: Yang Xiuli), (* 1. září 1983 Fu-sin) je bývalá čínská zápasnice – judistka, olympijská vítězka z roku 2008.

## Sportovní kariéra
S judem začínala v 15 letech v rodném Fu-sinu. Připravovala se v Šen-jangu pod vedením trenéra Liou Jung-fua. V čínské ženské reprezentaci se prosadila v roce 2006 v polotěžké váze do 78 kg potom co překonala zranění kolene z roku 2004. V roce 2008 vybojovala nominaci na olympijské hry v Pekingu. Před domácím publikem se předvedla ve výborné formě. Ve finále svedla vyrovnaný zápas s Kubánkou Yalennis Castillovou a po hantei (verdikt sudích praporky) získala zlatou olympijskou medaili. Po olympijských hrách jí v přípravě na vrcholné turnaje brzdila vleklá zranění. V roce 2011 přerušila na půl roku sportovní kariéru a podrobila se operaci ramene. V roce 2012 s přehledem potvrdila kvalifikaci na olympijské hry v Londýně, kde nestačila ve druhém kole na Francouzku Audrey Tcheuméovou a obsadila konečné 7. místo. Sportovní kariéru ukončila v roce 2014.

### Vítězství
- 2008 – 2x světový pohár (Paříž, Kano Cup)
- 2009 – 3x světový pohár (Vídeň, Moskva, Čching-tao)
- 2010 – 2x světový pohár (Moskva, Čching-tao)
- 2011 – turnaj mistrů (Baku)

## Výsledky
| Turnaj            | 2006           | 2007           | 2008           | 2009           | 2010           | 2011           | 2012           |
| Turnaj            | 23             | 24             | 25             | 26             | 27             | 28             | 29             |
| Turnaj            | polotěžká váha | polotěžká váha | polotěžká váha | polotěžká váha | polotěžká váha | polotěžká váha | polotěžká váha |
| ----------------- | -------------- | -------------- | -------------- | -------------- | -------------- | -------------- | -------------- |
| Olympijské hry    |                |                | 1.             |                |                |                | 7.             |
| Mistrovství světa |                | 5.             |                | —              | 3.             | —              |                |
| Asijské hry       | 3.             |                |                |                | 3.             |                |                |
| Mistrovství Asie  |                | —              | —              | —              |                | —              | —              |